# Стоуэлл, Остин
О́стин Сто́уэлл (англ. Austin Stowell, род. 24 декабря 1984, Кенсингтон) — американский актёр.

## Биография
Остин Стоуэлл родился в Кенсингтоне, Коннектикут, в семье бывшего сталевара Роберта Стоуэлла и учительницы Элизабет Стоуэлл.
Стоуэлл окончил Berlin High School в 2003 году и решил стать актёром. Он поступил в Коннектикутский университет на факультет драматического искусства. Он выступил в нескольких постановках в Коннектикутском репертуарном театре, включая такие пьесы как «Юлий Цезарь», «У нас это невозможно» и «Как вам это понравится». Стоуэлл получил степень бакалавра искусств в 2007 году.
Стоуэлл получил известность благодаря ролям Кайла Коннеллана в «Истории дельфина» и его сиквеле, Далтона Джойнера в романтической драме «Молодые сердца» с Лиамом Хемсвортом, Райана Коннолли в «Одержимости» и Фрэнсиса Гэри Пауэрса в исторической драме Стивена Спилберга «Шпионский мост».
В 2021 году актер исполнил роль Джошуа Темплмена в романтической комедии «Мой любимый враг», экранизации романа-бестселлера Салли Торн.

## Фильмография
| Год       |     | Русское название              | Оригинальное название                    | Роль                   |
| --------- | --- | ----------------------------- | ---------------------------------------- | ---------------------- |
| 2009      | с   | —                             | Secret Girlfriend                        | Чед                    |
| 2009—2011 | с   | Втайне от родителей           | The Secret Life of the American Teenager | Джесси                 |
| 2010      | с   | 90210: Новое поколение        | 90210                                    | н/д                    |
| 2010      | с   | Морская полиция: Лос-Анджелес | NCIS: Los Angeles                        | Эндрю Питерсон         |
| 2011      | ф   | Прокол                        | Puncture                                 | фельдшер скорой помощи |
| 2011      | ф   | История дельфина              | Dolphin Tale                             | Кайл Коннеллан         |
| 2011      | кор | —                             | Can You Watch This                       | добрый самаритянин     |
| 2012      | кор | Без мамы                      | Without a Mom                            | Бруклин                |
| 2013      | ф   | Молодые сердца                | Love and Honor                           | Далтон Джойнер         |
| 2013      | тф  | За канделябрами               | Behind the Candelabra                    | флиртующий за кулисами |
| 2013      | тф  | —                             | Shuffleton’s Barbershop                  | Трей Коул              |
| 2013      | кор | —                             | Cause of Death                           | парень в душе          |
| 2014      | ф   | Одержимость                   | Whiplash                                 | Райан Коннолли         |
| 2014      | ф   | Уоррен                        | Warren                                   | Тед Гордон             |
| 2014      | ф   | Плохое поведение              | Behaving Badly                           | Кевин Карпентер        |
| 2014      | ф   | История дельфина 2            | Dolphin Tale 2                           | Кайл Коннеллан         |
| 2014      | кор | —                             | I Can See You                            | Дерек в 26 лет         |
| 2015      | ф   | Шпионский мост                | Bridge of Spies                          | Фрэнсис Гэри Пауэрс    |
| 2015      | с   | Общественная мораль           | Public Morals                            | Шон О’Бэннон           |
| 2016      | ф   | И проиграли бой               | In Dubious Battle                        | Эдди                   |
| 2016      | ф   | Моя девушка — монстр          | Colossal                                 | Джоэл                  |
| 2017      | ф   | Стрэттон: Первое задание      | Stratton                                 | Хэнк                   |
| 2017      | ф   | Битва полов                   | Battle of the Sexes                      | Ларри Кинг             |
| 2017      | тф  | —                             | Controversy                              | Мэтт Келлерман         |
| 2018      | ф   | Кавалерия                     | 12 Strong                                | Фред Фоллс             |
| 2018      | ф   | Высшая сила                   | Higher Power                             | Майкл                  |
| 2019      | ф   | Глотай                        | Swallow                                  | Ричи Конрад            |
| 2019      | с   | Уловка-22                     | Catch-22                                 | Нейтли                 |
| 2020      | ф   | Остров фантазий               | Fantasy Island                           | Патрик Салливан        |
| 2020      | с   | Удивительные истории          | Amazing Stories                          | лейтенант Теодор Коул  |
| 2021      | с   | Белый лотос                   | The White Lotus                          | гость отеля            |
| 2021      | ф   | Долгий дом                    | The Long Home                            | н/д                    |
| 2021      | ф   | Мой любимый враг              | The Hating Game                          | Джошуа Темплман        |
| 2022      | с   | Друг семьи                    | A Friend of the Family                   | агент ФБР Питер Уолш   |